# Ignorantes
«Ignorantes» es una canción del puertorriqueño Bad Bunny en colaboración con el cantante panameño Sech. Se estrenó como el segundo sencillo de su segundo álbum de estudio en solitario YHLQMDLG por Rimas Entertainment el 14 de febrero de 2020.

## Antecedentes y composición
«Ignorantes» es el tercer tema consecutivo que Bad Bunny lanza para el 14 de febrero, seguido de las pistas «Amorfoda (2018) y «Si estuviésemos juntos» (2019).
La canción fue confirmada al ser registrada en el sitio web de ASCAP. Luego, el 11 de febrero de 2020, confirmó que el día 14 de febrero estrenaría una canción. Finalmente, el 13 de febrero del mismo año, el rapero confirmó mediante una publicación en sus redes sociales que sería una colaboración con Sech, marcando la primera colaboración entre él y el reggaetonero panameño.

## Vídeo musical
El vídeo musical de «Ignorantes» dirigido por Cliqua X Stillz, se estrenó el 13 de febrero de 2020. El vídeo comienza con un niño que da vida a una versión más joven del cantante.

## Posicionamiento en listas
| Listas (2020)                      | Mejor posición |
| ---------------------------------- | -------------- |
| Argentina (Argentina Hot 100)      | 29             |
| Chile (Monitor Latino)             | 13             |
| España (PROMUSICAE)                | 4              |
| Estados Unidos (Billboard Hot 100) | 49             |
| Estados Unidos (Hot Latin Songs)   | 3              |
| Italia (FIMI)                      | 100            |
| Panamá (Monitor Latino)            | 3              |
| Suiza (Schweizer Hitparade)        | 48             |

## Certificaciones
| País (organismo certificador) | Certificación       | Unidades certificadas |
| ----------------------------- | ------------------- | --------------------- |
| España (PROMUSICAE)           | Platino             | 40 000                |
| Estados Unidos (RIAA)         | 15x Platino (Latin) | 900 000               |